# Gabriel Villamíl
Gabriel Alejandro Villamil Cortez (Tarija, Bolivia; 28 de junio de 2001) es un futbolista boliviano. Juega de centrocampista y su equipo actual es Liga Deportiva Universitaria de la Serie A de Ecuador. Es internacional absoluto por la selección de Bolivia desde 2021.

## Trayectoria
Formado en las inferiores del Bolívar, Villamíl fue promovido al primer equipo en 2018. Disputó 41 encuentros en la campaña del título de 2022. En 2023 se afianzó en el rol titular logrando avanzar con Bolívar hasta cuartos de final de la Copa Libertadores, jugó 50 partidos y anotó nueve goles, fue campeón de la Copa de la División Profesional.
El 13 de enero de 2024 fue anunciado en Liga Deportiva Universitaria de Ecuador, con un contrato por un año a préstamo con opción de compra.
El 31 de diciembre de 2024 Liga Deportiva Universitaria, hizo oficial la compra total del volante boliviano por una cifra cercana al millón de dólares, proveniente del Club Bolívar de La Paz.

## Selección nacional
Debutó en la selección de Bolivia el 9 de septiembre de 2021 ante Argentina por las eliminatorias mundialistas.

### Participaciones en eliminatorias
| Eliminatorias      | Sede            | Resultado      | Partidos | Goles |
| ------------------ | --------------- | -------------- | -------- | ----- |
| Eliminatorias 2022 | América del Sur | No clasificado | 3        | 0     |
| Eliminatorias 2026 | América del Sur | Por definir    | 4        | 0     |

## Estadísticas

### Clubes
Actualizado al último partido disputado el 17 de agosto de 2025.
| Club                                   | Div.          | Temporada     | Liga  | Liga  | Copas nacionales | Copas nacionales | Copas internacionales | Copas internacionales | Total | Total | Total  |
| Club                                   | Div.          | Temporada     | Part. | Goles | Part.            | Goles            | Part.                 | Goles                 | Part. | Goles | Asist. |
| -------------------------------------- | ------------- | ------------- | ----- | ----- | ---------------- | ---------------- | --------------------- | --------------------- | ----- | ----- | ------ |
| Bolívar · Bolivia                      | 1.ª           | 2018          | 2     | 0     | —                | —                | —                     | —                     | 2     | 0     | 0      |
| Bolívar · Bolivia                      | 1.ª           | 2019          | 1     | 0     | —                | —                | —                     | —                     | 1     | 0     | 0      |
| Bolívar · Bolivia                      | 1.ª           | 2020          | 2     | 0     | —                | —                | —                     | —                     | 2     | 0     | 0      |
| Bolívar · Bolivia                      | 1.ª           | 2021          | 27    | 2     | —                | —                | 5                     | 0                     | 32    | 2     | 1      |
| Bolívar · Bolivia                      | 1.ª           | 2022          | 41    | 5     | —                | —                | 3                     | 0                     | 44    | 5     | 4      |
| Bolívar · Bolivia                      | 1.ª           | 2023          | 27    | 6     | 13               | 1                | 10                    | 2                     | 50    | 9     | 2      |
| Bolívar · Bolivia                      | Total club    | Total club    | 100   | 13    | 13               | 1                | 18                    | 2                     | 131   | 16    | 7      |
| Liga Deportiva Universitaria · Ecuador | 1.ª           | 2024          | 24    | 4     | 3                | 1                | 8                     | 0                     | 35    | 5     | 0      |
| Liga Deportiva Universitaria · Ecuador | 1.ª           | 2025          | 22    | 4     | 2                | 0                | 7                     | 0                     | 31    | 4     | 1      |
| Liga Deportiva Universitaria · Ecuador | Total club    | Total club    | 46    | 8     | 5                | 1                | 15                    | 0                     | 66    | 9     | 1      |
| Total carrera                          | Total carrera | Total carrera | 146   | 21    | 18               | 2                | 33                    | 2                     | 197   | 25    | 8      |
| 1. 2.                                  |               |               |       |       |                  |                  |                       |                       |       |       |        |

## Palmarés

### Títulos nacionales
| Título                          | Club                         | País    | Año    |
| ------------------------------- | ---------------------------- | ------- | ------ |
| Primera División de Bolivia     | Bolívar                      | Bolivia | 2019-A |
| Primera División de Bolivia     | Bolívar                      | Bolivia | 2022-A |
| Copa de la División Profesional | Bolívar                      | Bolivia | 2023   |
| Serie A de Ecuador              | Liga Deportiva Universitaria | Ecuador | 2024   |
| Supercopa de Ecuador            | Liga Deportiva Universitaria | Ecuador | 2025   |

## Vida personal
Es hijo del exfutbolista Jaime Villamil, y sus hermanos Jaime y Sergio también son futbolistas.